# 2022년 아시안 사이언스 캠프

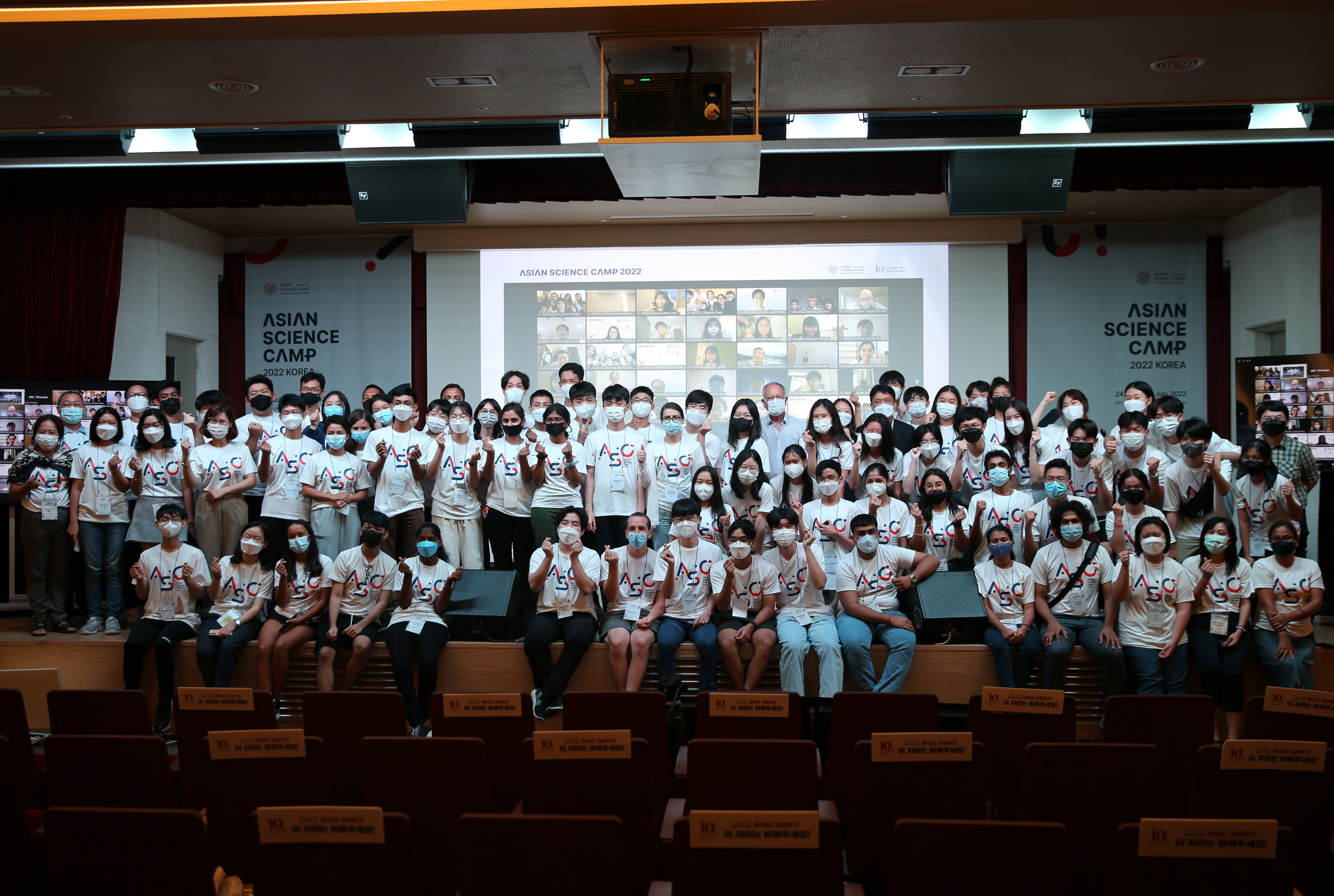
아시아 과학 캠프 2022 참가자입니다.

2022년 아시안 사이언스 캠프 (ASC 2022) 2022년 7월 24일부터 7월 30일까지 개최됐으며 기초과학연구원이 주관하고 과학기술정보통신부, 대전광역시, 대전관광공사가 후원했다. 제14회 아시안 사이언스 캠프는 코로나19 팬데믹 기간 동안 여행 문제로 인해 오프라인과 온라인이 혼합된 회의 방식으로 진행되었다. 아시아 30개국에서 300명이 참가할 것으로 예상되었고 실제 참여율은 25개국에서 250명 정도였다. 주요 장소는 기초과학연구원의 과학문화센터였다.

## 강의

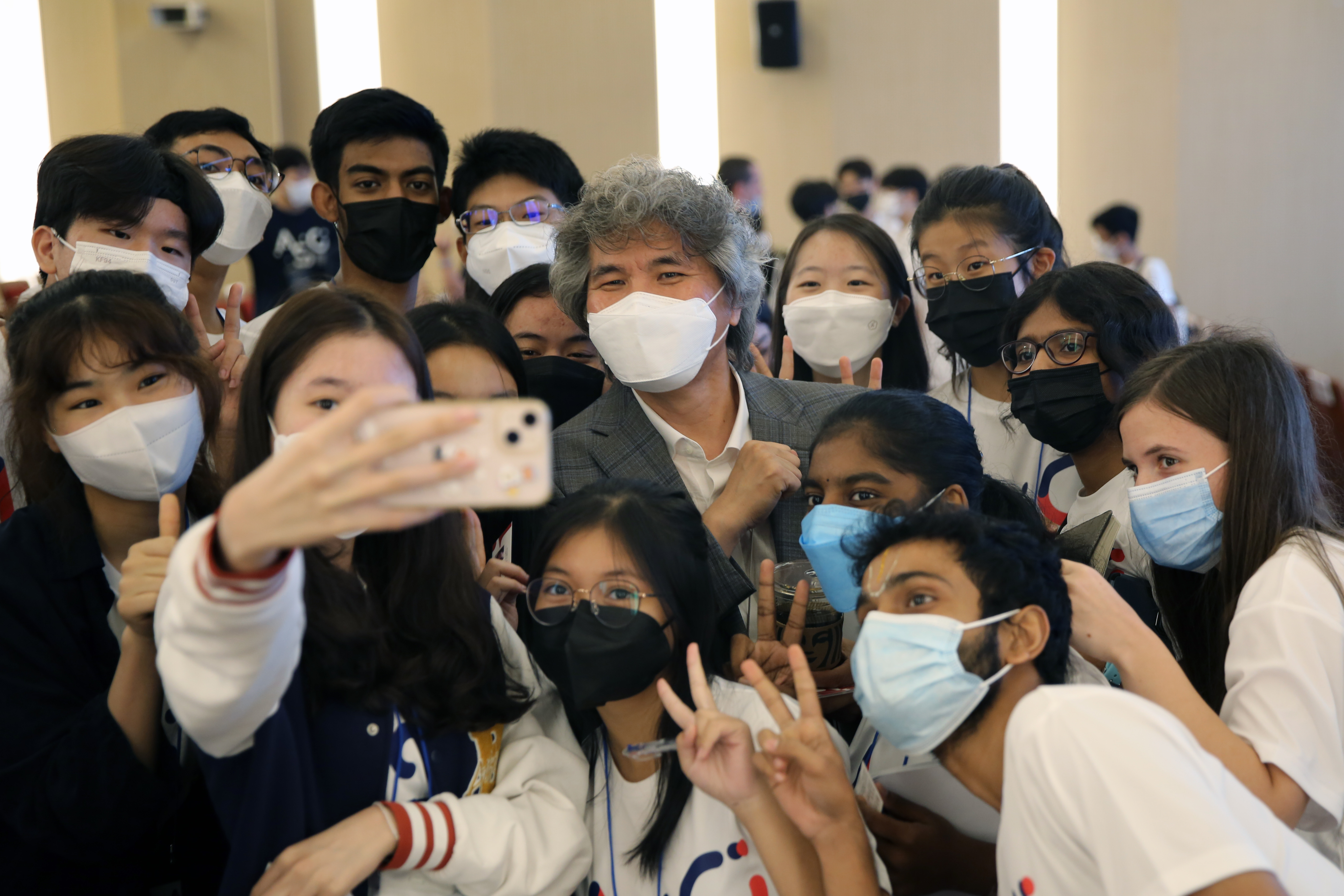
참가자들은 신경과학자 이창준과 함께 사진을 찍습니다.

약 20명의 연구자들이 강의와 패널 토론에 참여했다. 노벨상 수상자 스테판 헬, 팀 헌트, 랜디 셰크먼이 비디오 강의를 하고 각 연사의 질의응답 시간을 가졌다. 다른 연사들에는 악셀 팀머만, 한인식, 김영기, 현택환, 김은준, 오용근, 이창준, 김빛내리, 세르게이 플라크치 등이 포함된다. 암흑 물질에 대한 패널 토론은 야니스 세메르치디스가 정우현, 윤성우와 함께 패널로 참여했다. 바이러스 패널은 최영기가 위원장을 맡고 신의철, 장희창, 김우주가 패널로 참여했다

## 기타 이벤트
포스터 세션이 열렸고 참가자들은 기초과학연구원 본부, 라온, 한국전자통신연구원을 방문했다. 공주한옥마을에서 수학여행이 열렸다.

## 참여
ASC 2022의 참가는 초청을 통해서만 이루어졌다. 조직위원회는 각 국가/지역의 고등학교와 대학에 과학캠프를 발표하라는 초청장을 보냈다. 등록비는 없었고, 조직위원회는 ASC 2022와 관련된 참가자들의 생활비와 여비를 지원했다.

## 같이 보기
- 제6회 아시안 사이언스 캠프